# Ukunda

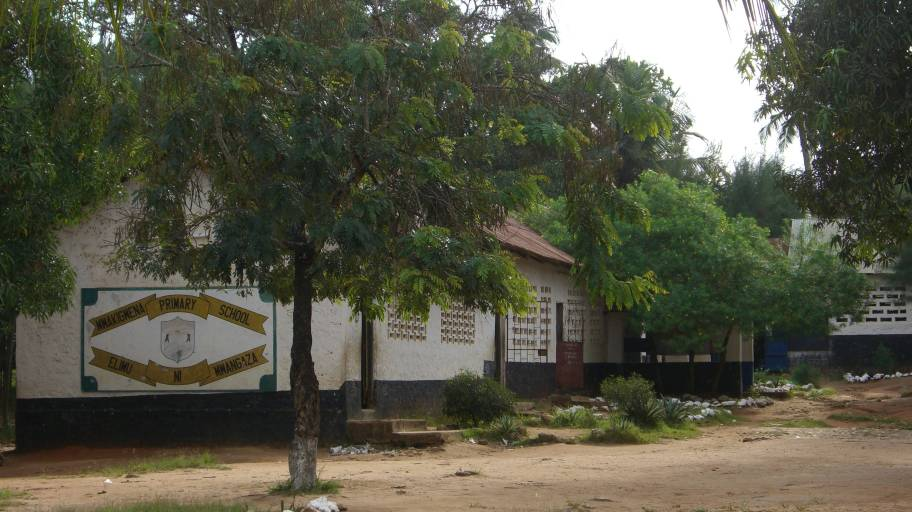
Ukunda Mwakigwena Primary School

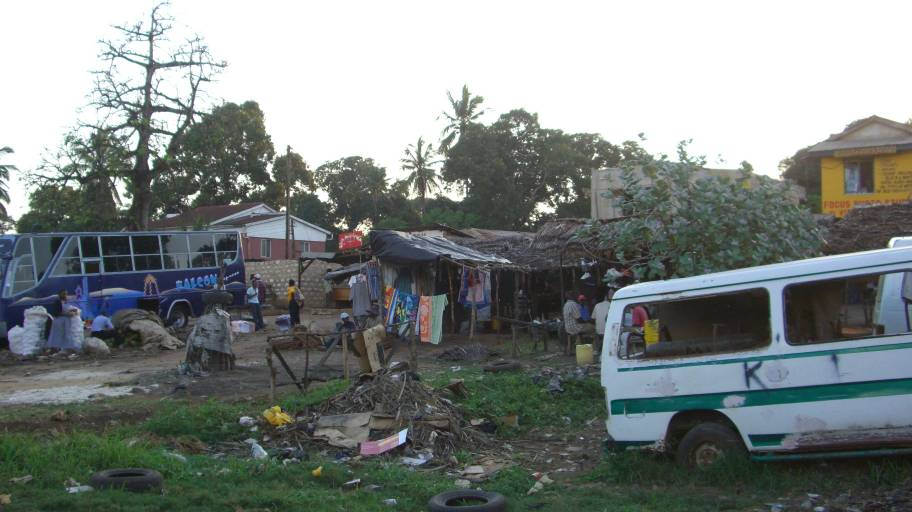
Ukunda Transitstraße A14

Ukunda ist ein Küstenort in Kenia. Er liegt im Kwale County etwa 30 Kilometer südlich von Mombasa an der Transitstraße A14 Mombasa – Lunga Lunga Main Road nach Tansania.
Ukunda hat einen eigenen Flugplatz für Inlandflüge, der vor allem für die An- und Abreise zu den vielen Strandhotels für Touristen von Bedeutung ist, da der Ort am Diani-Beach-Strand liegt.
Die Anzahl der Einwohner wird auf etwa 61.000 geschätzt (Stand 2007). Die Menschen sind aus allen Teilen des Landes an die Küste gezogen, um einen kleinen Anteil an den Einkünften durch den Tourismus zu bekommen. Durch den Zuzug gehören die Einwohner Ukundas ca. 16 verschiedenen Stämmen an.
In Ukunda wohnen viele Arbeiter, die im Tourismusgewerbe an der Südküste Kenias tätig sind. Darüber hinaus gibt es außer in Landwirtschaft und Viehhaltung keine weiteren Erwerbsmöglichkeiten. 52 Prozent der Bewohner Ukundas sind arbeitslos. Es gibt eine Vielzahl kleinerer Geschäfte, zwei Supermärkte, Tankstellen sowie diverse Firmen, die vom Tourismus profitieren, beispielsweise Autovermietungen, eine Bank, Souvenirläden und ein privates Krankenhaus.
In Ukunda hat Industrie als Wirtschaftsfaktor keine Bedeutung, es gibt keine größeren Unternehmen. Im November 2020 wurde allerdings eine Schuhfabrik mit Ausbildungsstätte von dem deutschen Unternehmen Josef Seibel errichtet.
Das Ortsbild besteht im Kern aus einer Moschee und kleineren Häusern, die teilweise aus Stein, teilweise aus Palmenblättern (Makuti) gebaut sind. Die Hauptstraße von Mombasa nach Daressalam (Tansania) verläuft durch den Ort, mit einer Abzweigung zum Diani-Strand. Fahrern von Überland-Bussen und Lastwagen dient der Ort deshalb als Raststätte.